# Stefanel (companie)
Stefanel este o companie de retail de îmbrăcăminte din Italia, înființată în anul 1959.
Sediul companiei este în localitatea Ponte di Piave, lângă Veneția.
Grupul deține, pe lângă Stefanel, mărci precum brandul francez Marithe+Francois Girbaud (celebru în special datorit jeanșilor care au concurat mărci ca Levi's sau Lee Cooper).
În anul 2005, grupul avea 740 de angajați și 700 de magazine în toată lumea și a înregistrat o cifră de afaceri de 150 de milioane de euro.

## Istoric
Primul magazin sub brandul Stefanel s-a deschis la Siena în 1980 și, doi ani mai târziu, la Paris.
Anul 1987 a marcat listarea companiei la bursa din Milano.
În anul 2002 compania a achiziționat grupul Nuance, lider mondial în retailul în aeroporturi, mișcare care a dus la triplarea cifrei de afaceri.

## Stefanel în România
Stefanel este primul retailer străin intrat direct în România în 1991 iar în prezent (decembrie 2009) deține 12 magazine
dintre care șase sunt deschise în București.
Cifra de afaceri:
| Anul          | 2008 | 2007 | 2006 |
| ------------- | ---- | ---- | ---- |
| milioane euro | 5,6  | 7,6  | 4,9  |